# Night Time Stories
Night Time Stories ist ein unabhängiges englisches Plattenlabel, welches 2009 von Paul Glancy gegründet wurde.

## Zweck
Das Label verkauft die Musik der Künstler in den Formaten CD, MP3, Schallplatten sowie weiteren Tonträgern auf der eigenen Website. 
Dabei bietet sich Night Time Stories als Plattform für elektronische und alternative Musik außerhalb von traditionellen Genres an.

## Late Night Tales - Serie
Seit 2009 veröffentlicht Night Time Stories die Compilation-Reihe Late Night Tales, für die die Künstler selbst ihren eigenen „Late Night“-Mix kreieren, mit Beiträgen von Trentemøller, Röyksopp, Bonobo, Jon Hopkins, Bill Brewster, Groove Armada, und Floating Points sowie vielen weiteren. Das Projekt Late Night Tales wird seit 2003 von Paul Glancy geleitet.

## Veröffentlichungen
Seit 2013 veröffentlicht Night Time Stories auch Originalmaterial von den Künstlern Khruangbin, Session Victim, Leifur James, Sasha, Ash Walker, Ron Trent, Garden City Movement und Rae & Christian.